# 장유초등학교
장유초등학교는 대한민국 경상남도 김해시 무계동에 있는 공립 초등학교로, 아직 일제 시대였었던 1922년 6월 27일에 첫 개교되었다.

## 학교 연혁
- 1922년 6월 27일 장유공립보통학교 개교
- 1938년 4월 1일 장유공립심상소학교로 개칭[1]
- 1941년 4월 1일 장유공립국민학교로 개칭[2]
- 1946년 3월 1일 장유국민학교로 개칭
- 1981년 1월 30일 병설유치원 설립
- 1982년 4월 19일 현 위치로 교사 신축 이전
- 1996년 3월 1일 장유초등학교로 개칭[3]

| 2005.3.1.   | 경남교육청 지정 좋은 수업 도움센터 운영 시범학교 |
| 2006.2.10.  | 신관 및 체육관 개관                              |
| 2006.3.8.   | 경남교육청 지정 미래형 학교교육 자율시범학교     |
| 2007.12.19. | 전국 100대 교육과정 최우수학교                   |
| 2007.3.1.   | 경남교육청 지정 학교교육과정 편성·운영 연구학교  |
| 2008.3.1.   | 교육과학기술부 지정 교과용도서 실험·연구학교     |
| 2010.11.4.  | 경남교육청 지정 친환경 건강교육 시범학교         |
| 2013.5.31.  | 학교시설 녹색건축 인증                           |
| 2018.11.1.  | 신관 증축                                        |
| 2019.3.1.   | 교육부 지정 학교 내 무한상상실 운영학교          |
| 2020.3.1    | 경남교육청 행복학교 운영                         |
| 2020.3.1.   | 경남교육청 자율학교 운영                         |
| 2021.8.25.  | 1학년 교실 공간혁신                              |
| 2022.6.27.  | 개교 100주년 기념식                              |
| 2023.1.12.  | 제97회 졸업식(117명 졸업, 총졸업생 14,995명)     |
| 2023.3.1    | 경남교육청 자율학교 재지정                       |
| 2023.9.1.   | 제27대 박미애 교장선생님 취임                    |
| 2024.1.12   | 제98회 졸업식(81명 졸업, 총졸업생 15,076명)      |
| 2024.3.1    | 경남교육청 행복학교 재지정                       |

## 학교 상징
- 교화 - 국화 : 그윽한 향기와 고고한 자태는 우리 어린이의 정숙한 자세이다.
- 교목 - 섬향나무 : 사철 푸르고 무럭무럭 자라나는 모습은 우리의 기상이다.

## 장유초 공식 링트 사이트
- 장유초등학교  - 공식 웹사이트

## 참고 자료
- 장유초등학교 - 한국교육학술정보원 학교알리미